# خط عرض 18° جنوب
خط عرض 18° جنوب هي إحدى دوائر العرض الجغرافية، وهي دوائر وهمية تحيط بالكرة الأرضية، وموازية لخط الاستواء، وتتميز هذه الدائرة بأن الأراضي الواقعة عليها تنتمي للمنطقة المدارية الحارة.

## حول العالم
خط عرض 18° جنوب يبدأ من خط الزوال الأولي ويتجه شرقا ويمر عبر:
| الإحداثيات                           | البلد أو الإقليم أو البحر | ملاحظات |
| ------------------------------------ | ------------------------- | --- |
| 18°0′S 0°0′E / 18.000°S 0.000°E      | المحيط الأطلسي            | |
| 18°0′S 11°49′E / 18.000°S 11.817°E   | ناميبيا                   | |
| 18°0′S 20°41′E / 18.000°S 20.683°E   | أنغولا                    | |
| 18°0′S 20°53′E / 18.000°S 20.883°E   | ناميبيا                   | قطاع كابريفي |
| 18°0′S 21°22′E / 18.000°S 21.367°E   | أنغولا                    | |
| 18°0′S 21°34′E / 18.000°S 21.567°E   | ناميبيا                   | قطاع كابريفي |
| 18°0′S 24°18′E / 18.000°S 24.300°E   | بوتسوانا                  | |
| 18°0′S 24°28′E / 18.000°S 24.467°E   | ناميبيا                   | قطاع كابريفي |
| 18°0′S 24°37′E / 18.000°S 24.617°E   | بوتسوانا                  | |
| 18°0′S 25°16′E / 18.000°S 25.267°E   | زيمبابوي                  | |
| 18°0′S 25°57′E / 18.000°S 25.950°E   | زامبيا                    | لحوالي 3 km |
| 18°0′S 25°59′E / 18.000°S 25.983°E   | زيمبابوي                  | |
| 18°0′S 26°34′E / 18.000°S 26.567°E   | زامبيا                    | |
| 18°0′S 26°49′E / 18.000°S 26.817°E   | زيمبابوي                  | مرورا بجنوب هراري |
| 18°0′S 32°57′E / 18.000°S 32.950°E   | موزمبيق                   | |
| 18°0′S 37°0′E / 18.000°S 37.000°E    | المحيط الهندي             | قناة موزمبيق |
| 18°0′S 44°1′E / 18.000°S 44.017°E    | مدغشقر                    | |
| 18°0′S 49°25′E / 18.000°S 49.417°E   | المحيط الهندي             | |
| 18°0′S 122°11′E / 18.000°S 122.183°E | أستراليا                  | أستراليا الغربية |
| 18°0′S 122°12′E / 18.000°S 122.200°E | المحيط الهندي             | Roebuck Bay |
| 18°0′S 122°22′E / 18.000°S 122.367°E | أستراليا                  | أستراليا الغربية إقليم شمالي (أستراليا) كوينزلاند |
| 18°0′S 146°4′E / 18.000°S 146.067°E  | بحر المرجان               | مرورا عبر أستراليا's جزر بحر المرجان · مرورا بجنوب Efate island, فانواتو |
| 18°0′S 168°42′E / 18.000°S 168.700°E | المحيط الهادئ             | |
| 18°0′S 177°16′E / 18.000°S 177.267°E | فيجي                      | جزيرة فيتي ليفو |
| 18°0′S 178°38′E / 18.000°S 178.633°E | المحيط الهادئ             | بحر كورو |
| 18°0′S 179°14′E / 18.000°S 179.233°E | فيجي                      | جزيرة Gau |
| 18°0′S 179°21′E / 18.000°S 179.350°E | المحيط الهادئ             | بحر كورو |
| 18°0′S 179°3′W / 18.000°S 179.050°W  | فيجي                      | جزيرة Nayau |
| 18°0′S 179°2′W / 18.000°S 179.033°W  | المحيط الهادئ             | مرورا بشمال Fonualei, تونغا · مرورا بشمال جزيرة بالمرستون, جزر كوك · مرورا بجنوب the جزر تاهيتي، ميهيشا وReitoru, تاهيتي                                                                                               |
| 18°0′S 142°18′W / 18.000°S 142.300°W | تاهيتي                    | Marokau atoll |
| 18°0′S 142°11′W / 18.000°S 142.183°W | المحيط الهادئ             | Passing between the atolls of Hao وAmanu, تاهيتي |
| 18°0′S 70°53′W / 18.000°S 70.883°W   | بيرو                      | |
| 18°0′S 69°45′W / 18.000°S 69.750°W   | تشيلي                     | |
| 18°0′S 69°9′W / 18.000°S 69.150°W    | بوليفيا                   | |
| 18°0′S 57°38′W / 18.000°S 57.633°W   | البرازيل                  | ماتو غروسو دو سول ماتو غروسو - لحوالي 11 km Mato Grosso do Sul - لحوالي 9 km Mato Grosso - لحوالي 16 km Mato Grosso do Sul - لحوالي 22 km Mato Grosso - لحوالي 18 km غوياس ميناس جرايس إسبيريتو سانتو (البرازيل) باهيا |
| 18°0′S 39°29′W / 18.000°S 39.483°W   | المحيط الأطلسي            | |